# 佐藤博俊
佐藤 博俊（さとう ひろとし、1943年〈昭和18年〉5月12日 - ）は、宮城県仙台市出身の実業家、レスリング選手。

## 経歴
- 1956年（昭和31年） - 東北学院中学校に入学
- 1959年（昭和34年） - 東北学院高校に進学
- 1962年（昭和37年） - 中央大学に進学。
- 1971年（昭和46年） - 株式会橋本店に入社
- 1986年（昭和61年）- 橋本店の取締役に就任
- 1994年（平成6年） - 株式会社橋本店の第８代目代表取締役社長に就任
- 1996年（平成8年） - 仙台建設業協会の副会長に就任
- 1998年（平成10年） - 宮城県建設業協会の副会長に就任
- 2007年（平成19年） - 黄綬褒章（建設事業功労者）を受賞
- 2008年（平成20年） - 宮城県建設業協会の会長に就任。橋本店の代表取締役会長に就任
- 2014年（平成26年） - 旭日小綬章を受章
- 2023年（令和5年） - 橋本店の取締役を退任

## 人物
- 1943年（昭和18年）、宮城県仙台市に生まれ、同市で育つ。
- 東北学院高校のレスリング部に入部し、中央大学に進学後も同じくレスリング部に入る。
- 息子にレーシングドライバーの佐藤晋也がいる。
- 国民体育大会の宮城県の団長を務めた。

## レスリングの戦績
- 1963年東日本学生新人選手権（秋季）FS/フェザー級　1位
- 1964年全日本学生選手権FS/ライト級　1位